# ゾンボ県
ゾンボ県(ゾンボけん、英語：Zombo District)はウガンダの北部地域西部の県。
県都はゾンボ。
2014年の人口は24万368人。

## 地理
- 北：アルア県
- 東：ネビ県
- 南～西：コンゴ民主共和国・イトゥリ州

県都ゾンボは、西ナイル地方の最大都市のアルアから道なりに南に約70km離れている。

首都カンパラからは道なりに北西に約382km離れている。

## 歴史
2009年7月1日、ネビ県の西部を割いて新設された。

## 人口
- 1991年：13万1300人
- 2002年：16万9000人
- 2012年：21万9800人
- 2014年：24万368人[4]